# Johan VIII av Bourbon-Vendôme
Johan VIII av Bourbon-Vendôme (franska: Jean VIII) född 1428, död 1477 i Lavardin, Frankrike, var en fransk prins av blodet som var hertig av Vendôme.